# Organización Radial Olímpica
La Organización Radial Olímpica (ORO) es un conglomerado de radio colombiano, propiedad de la familia Char Abdala de Barranquilla.

## Historia
Fue fundada en 1969 con la compra de Radio Regalo AM de Barranquilla, que pasaría a llamarse Radio Olímpica AM, en honor a la cadena homónima de supermercados y farmacias fundada por la familia Char Abdala, oriunda de Lorica, Córdoba y de ancestros de Oriente Próximo. Olímpica se expandió primero en AM en la Costa Atlántica, para luego trasladar algunas de sus estaciones a FM. En 1985 establecería su primera estación en Bogotá.

## Emisoras
Su emisora principal es Olímpica Stereo, dedicada a la música tropical (salsa, merengue, vallenato). También hay otras emisoras como: Radio Tiempo, Radio Tiempo Clásica, Radio Tiempo Hit, La Reina, MIX, Emisora Atlántico, Play 103.7 FM y La KY. (estas dos últimas emisoras de radio están ubicadas en Panamá.)

## Presidentes
- Mike Char (1968-presente)